# 西福寺 (和泉市)
西福寺（さいふくじ）は、大阪府和泉市にある高野山真言宗の寺院。境内にある井戸は「雷井戸」と呼ばれ、雷除けの伝説で知られる。

## 概要
雷除けの故事から電力会社などの電気関係者の雷除け祈願や、本尊である十一面観音の功徳により耳の加持・祈祷が行われる。また、雷は天神と縁があることから、合格祈願（受験に落ちない祈願）も行っている。
東大寺再建に尽力した俊乗房（しゅんじょうぼう）重源がこの地で生まれたという伝説があり、境内には重源の墓石もある。

## 歴史
1360年以上前、かつてこの桑原の地にあった仏性寺（西福寺の前身）において、沙弥道行という僧侶が、度々起こる落雷による被害を無くすために、大般若経を写経し、熱心に落雷防止を祈願したという記述が残っている。
三重県の常楽寺に現存する重要文化財『大般若経』「天平宝字2年（765年）」にその記述があることから、この地が雷封じの所縁の場所であることが窺える。

### 雷伝説
重源がこの地で雨乞いの儀式をしていると、にわかに黒い雷雲が空を覆い、夕立となった。境内の井戸に雷が落ちたので、そこで洗濯をしていた老女が蓋をして雷を閉じ込めた。許しを請う雷に「ここは桑原という土地だ。今後この地に落ちないと誓うなら出してやろう。」といったところ、雷がそれを誓ったので逃がしてやった。
以後、この地には雷が落ちないという。雷鳴が鳴ると「クワバラ、クワバラ」というのは、それに由来する。

## 行事
- 1月1日 - 3日 合格祈願法要
- 2月3日 節分会（護摩祈祷）
- 3月3日 耳の日：耳病平癒・聡耳の祈願法要
- 4月18日 重源忌（花供養）
- 8月12日 - 14日  盂蘭盆会法要
- 8月15日 施餓鬼供養

## 交通
- JR阪和線 和泉府中駅から徒歩15分。